# Abel Masuero
Abel Luis Masuero (n. Ramona, Provincia de Santa Fe, Argentina; 6 de abril de 1988) es un futbolista argentino. Su puesto es el de defensor y su actual club es Talleres (RdE), de la Primera Nacional de Argentina.

## Trayectoria

### Comienzos
Se inició en el Club Centro Cultural y Deportivo Ramona de su ciudad natal. Comenzó jugando de 9 pero el técnico Claudio Sola le vio condiciones y lo utilizó de 2. Antes de llegar al conjunto platense estuvo jugando en Talleres de Córdoba. Debutó en el Club de Gimnasia y Esgrima La Plata en el año 2007 y allí se mantuvo hasta 2011. Hubo un intervalo de un año donde jugó en el Club Ferro Carril Oeste entre 2009 y 2010 disputando 35 partidos y marcando un gol. Su primer gol en Primera lo convirtió contra Independiente en la cancha de Gimnasia, en la derrota a su equipo por 2 a 1.

### Genk
A mediados de 2011 fue transferido al KRC Genk de Bélgica en una suma que oscilaba los 850 mil dólares para Gimnasia, mientras que el futbolista firmó un contrato por 4 años de duración.

### San Lorenzo
El segundo semestre de 2012 lo tiene como nueva incorporación del Club Atlético San Lorenzo de Almagro de la mano de Ricardo Caruso Lombardi como su DT. Finalizado el préstamo, el defensor debió volver a Bélgica aunque volvería a emigrar del club europeo.

### Instituto
A mediados de 2013 se incorpora a Instituto Atlético Central Córdoba donde se mantiene hasta principios de 2015, cuando rescinde su contrato con la institución debido a las deudas que el club mantenía con él. En el año y medio en el club disputó 41 partidos, marcó un gol y fue expulsado una vez.

### Nueva Chicago
El Club Atlético Nueva Chicago que había ascendido a la Primera División de la Argentina decidió ficharlo para reforzar su defensa de cara al Campeonato de Primera División 2015.

### Patronato
En 2016 llega al Patronato de la Primera División de Argentina, recientemente ascendido de la Primera B Nacional. Disputó 13 partidos de los 15 y su equipo mantuvo la categoría, por lo que aseguró su continuidad para la siguiente temporada.

### Brown de Adrogué
Masuero se convirtió en refuerzo de Brown de Adrogué, de la Primera B Nacional en 2017. Allí jugó 26 partidos, siendo un pilar importante en el Tricolor.

### Atlético de Rafaela
Tras su buen paso por el club bonaerense, vuelve a su provincia Santa Fe para jugar en Atlético de Rafaela, también de la segunda categoría. En la Crema no tuvo la misma continuidad y disputó 14 partidos.

### Quilmes
En 2019 regresó a la Provincia de Buenos Aires para jugar en Quilmes, disputando 21 partidos y marcando 2 goles.

### Talleres (RdE)
En junio de 2025 se suma a Talleres (RdE) de la Primera Nacional, proveniente de Estudiantes de San Luis.

## Clubes
| Club                 | País      | Año         |
| -------------------- | --------- | ----------- |
| Gimnasia La Plata    | Argentina | 2007 - 2009 |
| Ferro Carril Oeste   | Argentina | 2009 - 2010 |
| Gimnasia La Plata    | Argentina | 2010 - 2011 |
| Genk                 | Bélgica   | 2011 - 2012 |
| San Lorenzo          | Argentina | 2012 - 2013 |
| Instituto de Córdoba | Argentina | 2013 - 2014 |
| Nueva Chicago        | Argentina | 2015        |
| Patronato            | Argentina | 2016 - 2017 |
| Brown de Adrogué     | Argentina | 2017 - 2018 |
| Atlético de Rafaela  | Argentina | 2018 - 2019 |
| Quilmes              | Argentina | 2019 - 2020 |
| OFI Ierapetra        | Grecia    | 2020 - 2021 |
| Atsaleniou           | Grecia    | 2021        |
| Chacarita Juniors    | Argentina | 2022        |
| San Martín (SJ)      | Argentina | 2023        |
| Brown de Adrogué     | Argentina | 2024        |
| Estudiantes (SL)     | Argentina | 2025        |
| Talleres (RdE)       | Argentina | 2025 - Act. |

## Estadísticas
Actualizado al 16 de agosto de 2025

| Gimnasia La Plata Argentina | 1.ª                 | 2006-07             | 8   | 0  | 0 | 0 | — | — | 8   | 0  |
| Gimnasia La Plata Argentina | 1.ª                 | 2007-08             | 8   | 0  | 0 | 0 | — | — | 8   | 0  |
| Gimnasia La Plata Argentina | 1.ª                 | 2008-09             | 0   | 0  | 0 | 0 | — | — | 0   | 0  |
| Gimnasia La Plata Argentina | Total club          | Total club          | 16  | 0  | 0 | 0 | 0 | 0 | 16  | 0  |
| Ferro Carril Oeste Argentina | 2.ª                 | 2009-10             | 35  | 1  | 0 | 0 | — | — | 35  | 1  |
| Ferro Carril Oeste Argentina | Total club          | Total club          | 35  | 1  | 0 | 0 | 0 | 0 | 35  | 1  |
| Gimnasia La Plata Argentina | 1.ª                 | 2010-11             | 35  | 1  | 0 | 0 | — | — | 35  | 1  |
| Gimnasia La Plata Argentina | 2.ª                 | 2011-12             | 2   | 0  | 0 | 0 | — | — | 2   | 0  |
| Gimnasia La Plata Argentina | Total club          | Total club          | 37  | 1  | 0 | 0 | 0 | 0 | 37  | 1  |
| Genk · Bélgica | 1.ª                 | 2011-12             | 1   | 0  | 0 | 0 | 1 | 0 | 2   | 0  |
| Genk · Bélgica | Total club          | Total club          | 1   | 0  | 0 | 0 | 1 | 0 | 2   | 0  |
| San Lorenzo Argentina | 1.ª                 | 2012-13             | 12  | 0  | 0 | 0 | — | — | 12  | 0  |
| San Lorenzo Argentina | Total club          | Total club          | 12  | 0  | 0 | 0 | 0 | 0 | 12  | 0  |
| Instituto de Córdoba Argentina | 2.ª                 | 2013-14             | 26  | 1  | 1 | 1 | — | — | 27  | 2  |
| Instituto de Córdoba Argentina | 2.ª                 | 2014                | 15  | 0  | 0 | 0 | — | — | 15  | 0  |
| Instituto de Córdoba Argentina | Total club          | Total club          | 41  | 1  | 1 | 1 | 0 | 0 | 42  | 2  |
| Nueva Chicago Argentina | 1.ª                 | 2015                | 28  | 0  | 1 | 0 | — | — | 29  | 0  |
| Nueva Chicago Argentina | Total club          | Total club          | 28  | 0  | 1 | 0 | 0 | 0 | 29  | 0  |
| Patronato Argentina | 1.ª                 | 2016                | 14  | 1  | 1 | 0 | — | — | 15  | 0  |
| Patronato Argentina | 1.ª                 | 2016-17             | 19  | 0  | 1 | 0 | — | — | 20  | 0  |
| Patronato Argentina | Total club          | Total club          | 33  | 1  | 2 | 0 | 0 | 0 | 35  | 1  |
| Brown de Adrogué Argentina | 2.ª                 | 2017-18             | 26  | 0  | 0 | 0 | — | — | 26  | 0  |
| Brown de Adrogué Argentina | 2.ª                 | 2024                | 35  | 2  | — | — | — | — | 35  | 2  |
| Brown de Adrogué Argentina | Total club          | Total club          | 61  | 2  | 0 | 0 | 0 | 0 | 61  | 2  |
| Atlético de Rafaela Argentina | 2.ª                 | 2018-19             | 11  | 0  | 3 | 1 | — | — | 14  | 1  |
| Atlético de Rafaela Argentina | Total club          | Total club          | 11  | 0  | 3 | 1 | 0 | 0 | 14  | 1  |
| Quilmes Argentina | 2.ª                 | 2019-20             | 21  | 2  | 0 | 0 | — | — | 21  | 2  |
| Quilmes Argentina | Total club          | Total club          | 21  | 2  | 0 | 0 | 0 | 0 | 21  | 2  |
| OF Ierapetra FC · Grecia | 2.ª                 | 2020-21             | 20  | 0  | 0 | 0 | — | — | 20  | 0  |
| OF Ierapetra FC · Grecia | Total club          | Total club          | 20  | 0  | 0 | 0 | 0 | 0 | 20  | 0  |
| P.O. Atsaleniou · Grecia | 3.ª                 | 2021                | ?   | ?  | ? | ? | — | — | ?   | ?  |
| P.O. Atsaleniou · Grecia | Total club          | Total club          | ?   | ?  | ? | ? | 0 | 0 | ?   | ?  |
| Chacarita Juniors Argentina | 2.ª                 | 2022                | 32  | 3  | 0 | 0 | — | — | 32  | 3  |
| Chacarita Juniors Argentina | Total club          | Total club          | 32  | 3  | 0 | 0 | 0 | 0 | 32  | 3  |
| San Martín (SJ) Argentina | 2.ª                 | 2023                | 33  | 4  | 1 | 0 | — | — | 34  | 4  |
| San Martín (SJ) Argentina | Total club          | Total club          | 33  | 4  | 1 | 0 | 0 | 0 | 34  | 4  |
| Estudiantes (SL) Argentina | 3.ª                 | 2025                | 4   | 1  | — | — | — | — | 4   | 1  |
| Estudiantes (SL) Argentina | Total club          | Total club          | 4   | 1  | 0 | 0 | 0 | 0 | 4   | 1  |
| Talleres (RdE) Argentina | 2.ª                 | 2025                | 8   | 1  | — | — | — | — | 8   | 1  |
| Talleres (RdE) Argentina | Total club          | Total club          | 8   | 1  | 0 | 0 | 0 | 0 | 8   | 1  |
| Total en su carrera | Total en su carrera | Total en su carrera | 392 | 16 | 8 | 2 | 1 | 0 | 401 | 18 |
| (1) La copa nacional se refiere a la Copa Argentina y Supercopa Argentina . (2) La copa internacional se refiere a la Copa Sudamericana, Recopa Sudamericana, Copa Libertadores y Copa Suruga Bank. (3) Promedio de goles recibidos por partidos no incluye goles recibidos en partidos amistosos. |                     |                     |     |    |   |   |   |   |     |    |